# دبیرستان فردریکتون
دبیرستان فردریکتون (به انگلیسی: Fredericton High School) در شهر فردریکتون در کشور کانادا واقع است و قدیمی‌ترین دبیرستان انگلیسی زبان در کشور کانادا محسوب می‌شود.